# مارسيل ماير (سياسي)
مارسيل ماير هو سياسي دنماركي، ولد في 26 أغسطس 1966 في Nieuwe Pekela ‏ في هولندا. نشط حزبياً في الحزب الاشتراكي الديمقراطي. وقد انتخب عمدة.